# TOY$!
「TOY$!」（トイズ）は、al.ni.coの1枚目のシングル。

## 概要
WANDSを脱退した上杉昇と柴崎浩により結成されたal.ni.coのデビューシングルである。
上杉が後に「TOY$!(scrambled mix)」 としてセルフカバーした。
初回生産盤は黄緑色のケースにCDが収められている。
収録されている3曲の詞と曲はal.ni.co結成以前から存在していた。
タイトル曲「TOY$!」はメロディーよりも詞を伝えるため日本語であるが、カップリングの2曲はメロディー自体で伝えたい事が表現できているということから歌詞は英語詞となっている。日本語が上手くのるようにメロディーを変えることは避けたかったという。英語詞は上杉が作詞した日本語詞を基に、その意味を崩さないように英語を喋れる人に依頼をし書いてもらったもの。
2024年12月4日、サブスクでの配信開始。

## 収録曲
1. TOY$!
  - 作詞・作曲：上杉昇 編曲：柴崎浩

柴崎がデモを聴きながら「これイマイチかな」と思ってアレンジしてたら上杉が「それいいじゃん」と言ってできた曲。柴崎はアレンジにあたり、音楽の方向性を理解するため最初に上杉の書いた詞のみを要求したという[1][3]。デモの段階はもっとコアな感じで同じリフだったと柴崎が語っている[1]。曲と同時に歌詞を仕上げていき、「根っこにある裸の自分を最初に出していきたい」という理由から表題曲となった[3]。歌のレコーディングでは、上杉が仮歌のつもりで歌ったものがベストだったことから、1回で終わったという[1]。
2. 無意味な黄色 ～Meaningless Yellow
  - 作詞・作曲：上杉昇 編曲：柴崎浩

ギターの柴崎浩がベースも担当。無意味な黄色とは夜空に浮かぶ星のことである。
WANDS時代から密かに温めていた曲で、al.ni.co結成前からオケは録り終わっていた。
3. 雨音 “EXPANDED DEMO TRACK”
  - 作詞・作曲・編曲：上杉昇

デモトラック。完成版は上杉昇の「Blackout in the Galaxy」に収録。
上杉の自宅で録りスタジオで上杉のアコギ・ノイズギターとガラクタを叩いた音を加えてできた曲[1]。また、この日上杉と柴崎は2人とも自信ありのテニスゲームをしていて、上杉が勝ち、柴崎が二度とこのテニスゲームをしなくなったというエピソードがある。

## 参加アーティスト
- 鈴木ミチアキ(ベース）#1
- 向山テツ（ドラム）#1
- 南都亮二(ドラム) #2
- 藤井珠緒(パーカッション) #2

## 収録アルバム
- セイレン（#1）

## TOY$!(scrambled mix)
「TOY$! (scrambled mix)」（トイズ スクランブルド・ミックス）は、上杉昇の3枚目のシングル。

### 内容
- al.ni.coのデビューシングル「TOY$!」のセルフカバー。アレンジによりオリジナルとはまったく違った感じを受ける。[独自研究?]上杉はこの楽曲のカバーについて、「そのままカバーするのではオリジナルを超えることはできないが、まったく違うものとしてカバーするのならオリジナルをいくらでも超えることができる。」と述べている。[要出典]
- 同年12月6日に発売されたカバー・アルバム『SPOILS』からの先行シングル。
- ジャケットにはキューピーが写っている。

### 収録曲
1. TOY$!(scrambled mix)
（作詞・作曲：上杉昇　編曲：D.I.E.）
2. Moist Vagina
（作詞・作曲：Kurt Cobain）
NIRVANAのカバー。『SPOILS』には収録されていない。